# De Kleine Wiskepolder
De Kleine Wiskepolder was een waterschap in Friesland dat een bestuursorgaan was van 1932 tot 1973. Het grondgebied lag bij oprichting in de gemeenten Hemelumer Oldephaert en Noordwolde en Workum.
Doel was het onderhoud van de Oude Weg tussen de gemeentegrens van de twee gemeenten en de Oostervaart, de brug over die vaart inbegrepen.
Per 1 januari 1973 werd het waterschap opgeheven en ging het in de eerste grote waterschapsconcentratie in die provincie, op in het waterschap Tusken Mar en Klif. Na verdere fusies valt het gebied sinds 2004 onder Wetterskip Fryslân.